# Arnaldo Ribeiro
Dom Arnaldo Ribeiro (Belo Horizonte, 7 de janeiro de 1930 — Belo Horizonte, 15 de dezembro de 2009) foi um bispo católico brasileiro, tendo sido arcebispo de Ribeirão Preto de 1989 a 2006.

## Biografia
Primeiro dos sete filhos do casal Gastão Severo Ribeiro e Florentina Ferraz Ribeiro. Sua vocação sacerdotal manifestou-se ainda na infância, pois, sendo seus pais extremamente religiosos, desde seus primeiros anos de vida foi intenso seu contato com a Igreja. Muito aplicado em seus estudos, o então menino Arnaldo perdeu seu pai quando tinha apenas nove anos de idade, e já aos onze ingressava no Seminário Provincial Eucarístico de Jesus, em sua Belo Horizonte natal.
Com seus estudos parcialmente concluídos, em 1948 foi cursar Filosofia e Teologia na Pontifícia Universidade Gregoriana, residindo no Colégio Pio Brasileiro de Roma, onde permaneceu vários anos e foi ordenado padre na Basílica de São João do Latrão, no dia 13 de março de 1954, um sábado da quaresma. De volta ao Brasil, foi capelão do Hospital Vera Cruz e, posteriormente, reitor no mesmo seminário que havia freqüentado em Belo Horizonte.
Ordenado bispo-auxiliar de Belo Horizonte, na matriz de Nossa Senhora das Dores, em dezembro de 1975, em 1981.
A partir de 1976 até 1989 foi vigário geral da Arquidiocese de Belo Horizonte, ocupando também os cargos de coordenador da Comissão de Preparação da Visita do Santo Padre o Papa João Paulo II em 1980; foi presidente do Regional Leste II da CNBB (Espírito Santo e Minas Gerais) de 1987 a 1989; Membro do Conselho Permanente da CNBB, de 1987 a 1989, responsável pelas Pastorais de Leigos, Juventude do Regional Leste II, de 1987 a 1989; membro da Comissão Episcopal de Tradução de Livros Litúrgicos da CNBB a nível nacional, de 1987 a 1989;  foi visitador dos Seminários nas Províncias Eclesiásticas de Vitória, Mariana, Juiz de Fora e Pouso Alegre, em 1988 e responsável pelo Departamento Arquidiocesano de Catequese e Ensino Religioso Escolar.
No dia 4 de março de 1989, em missa solene realizada no Ginásio da Cava do Bosque para aproximadamente 10 mil pessoas, Dom Arnaldo assumiu a Arquidiocese de Ribeirão Preto, onde, imprimu uma dinâmica pessoal e sempre fiel ao seu lema "Preparar os Caminhos para o Senhor". Durante sua estadia no cargo, ordenou mais de 100 presbíteros e trabalhou para incentivar as as vocações sacerdotais.
Foi eleito arcebispo metropolitano de Ribeirão Preto, em 28 de dezembro de 1988, e sua posse se deu a 4 de março de 1989, cumprindo sua função até o dia 3 de junho de 2006, ele renunciou à arquidiocese de Ribeirão Preto e foi sucedido por Dom Joviano de Lima Júnior tornando-se Arcebispo Emérito da mesma Arquidiocese.
No dia 21 de janeiro de 2007, solenidade de São Sebastião, foi homenageado na Catedral Metropolitana de São Sebastião, recebendo uma sala com seu nome.

## Falecimento
Em julho de 2009 foi internado para tratamento de saúde. Já no dia 15 de dezembro de 2009, às 8 horas e 30 minutos veio a falecer por falência múltipla de orgãos no Hospital Madre Teresa, na cidade de Belo Horizonte.
No dia 16 de dezembro de 2009 foi velado na Catedral Metropolitana de São Sebastião do Ribeirão Preto e em 19 de Dezembro foi sepultado nesta mesma Catedral em sua cripta pessoal.